# Futabasha
Futabasha Publishers Ltd. (株式会社双葉社?, Kabushiki Gaisha Futabasha) è una casa editrice giapponese che ha sede a Shinjuku, un quartiere di Tokyo.

## Riviste attualmente in uscita
- &home
- Action Pizattsu
- Bravo Sukii
- Comic High!
- Comic Seed!
- EX Taishū
- Futabasha Web Magazine
- Jille
- Jour Suteki na Shufutachi
- Manga Town
- Men's Young
- Monthly Action
- Pachinko Kōryaku Magazine
- Pachisuro Kōryaku Magazine
- Photokon Life
- Shōsetsu Suiri
- Shūkan Taishū
- Soccer Hihyō
- Tōji Rō
- Weekly Manga Action

## Manga
- Crayon Shin-chan
- Crossing Time
- Kodomo no Jikan
- Tomodachi x Monster
- Tsugumomo
- Peter Grill e i momenti filosofali